# ウ・シ・ロNO天使
『ウ・シ・ロNO天使』（ウ・シ・ロのエンジェル）は、恵月ひまわりによる日本の漫画作品。『なかよし』（講談社）にて2000年2月号から同年7月号まで連載された。全6話。単行本は同社の講談社コミックスなかよしより全1巻が刊行された。

## 書誌情報
- 恵月ひまわり 『ウ・シ・ロNO天使』 講談社〈講談社コミックスなかよし〉、2000年9月6日第1刷発行、ISBN 4-06-178946-5[1]